# Chelostoma phaceliae
Chelostoma phaceliae là một loài Hymenoptera trong họ Megachilidae. Loài này được Michener mô tả khoa học năm 1938.